# Фардорф
Фардорф (нім. Fahrdorf) — громада в Німеччині, розташована в землі Шлезвіг-Гольштейн. Входить до складу району Шлезвіг-Фленсбург. Складова частина об'єднання громад Гаддебі.
Площа — 12 км2. Населення становить 2575 ос. (станом на 31 грудня 2020).